# Flussmittel (Glasschmelzen)
Flussmittel (Glasschmelzen) werden benötigt, um bei der Glas-Produktion die Schmelztemperaturen von gebranntem Kalk (2500 °C) und Quarzsand (1700 – 2000 °C) auf rund 1450 °C, die normale Betriebstemperatur im Glasofen, zu senken und somit Energie zu sparen. Bis zum  18. Jahrhundert wurde dazu Kaliumcarbonat (Pottasche) verwendet. Seitdem wird industriell  hergestelltes, vergleichsweise billiges Natriumcarbonat (Soda) verwendet. Dessen Schmelzpunkt liegt bei 853 °C.
Für qualitativ hochwertiges, reinweißes Kristall- und Bleikristallglas wird teilweise weiterhin Pottasche mit einem Schmelzpunkt von 884 °C eingesetzt, wobei die Pottasche in der Regel aus Kalilauge hergestellt wird. In der Antike und im Mittelalter entstand sie aus der Asche von Salzpflanzen ("Pottascheglas"), später aus Buchenholz ("Waldglas"), wobei die Asche jeweils in Bottichen eingesumpft und in mehreren Arbeitsgängen ausgelaugt wurde. Die Lauge wurde dann in Sudkesseln eingedampft und der Rückstand zu weiß-kalzinierter Pottasche gebrannt. Um 1 Kilogramm Pottasche herzustellen, wurden 2 Ster Holz benötigt, so dass selbst in waldreichen Gegenden Europas das Buchenholz knapp wurde.